# Petricani
Petricani is een Roemeense gemeente in het district Neamț.
Petricani telde in 2011 5.286 inwoners, in 2007 waren er nog 5887 inwoners.